# Картијера ди Мецо (Виченца)
Картијера ди Мецо је насеље у Италији у округу Виченца, региону Венето.
Према процени из 2011. у насељу је живело 36 становника. Насеље се налази на надморској висини од 261 м.